# ブラックス・アンド・ブルース
『ブラックス・アンド・ブルース』（Blacks and Blues）は、アメリカ合衆国のジャズ・フルート奏者、ボビー・ハンフリーが1973年に録音・発表した3作目のスタジオ・アルバム。

## 背景
ハンフリーは本作より、ドナルド・バードのアルバムの制作でも知られるマイゼル兄弟と組み、よりファンク色の強い路線を指向するようになった。なお、全曲ともクレジット上ではラリー・マイゼル作曲だが、ハンフリーによれば、「ハーレム・リヴァー・ドライヴ」など多くの曲では、マイゼルが提供したコード進行、バッキング・トラック、バック・コーラスを元に、ハンフリー自身が即興でメロディを作ったという。
ハンフリーは本作収録曲「ジャスト・ア・ラヴ・チャイルド」および「ベイビーズ・ゴーン」でリード・ボーカルを兼任し、ボーカリストとしてのデビューを果たした。

## 反響
ハンフリーは本作で初めて、アメリカの総合アルバム・チャートBillboard 200入りを果たし、最高84位を記録した。また、『ビルボード』のジャズ・アルバム・チャートでは2位、R&Bアルバム・チャートでは18位に達している。『ビルボード』のR&Bシングル・チャートでは、「シカゴ・ダム」が49位、「ハーレム・リヴァー・ドライヴ」が86位を記録した。

## 評価・影響
スティーヴ・ヒューイはオールミュージックにおいて5点満点中4.5点を付け、ハンフリーの歌声に関して「少女のようではあるが、このジャンルにおける平均点以上の力強さは備えており、マイゼル兄弟やフレディー・ペレンによるバッキング・ボーカルにも負けていない」、アルバム全体に関して「ビーチでの行楽、バーベキュー、オープンカーでのドライヴにぴったりな、夏のそよ風を思わせる」と評している。本作のタイトル曲は、エリック・B. & ラキムの曲「キープ・ザ・ビート」（1992年のアルバム『ドント・スウェット・ザ・テクニック』に収録）、モブ・ディープの曲「Peer Pressure (The Large Professor Remix)」（1993年のアルバム『Juvenile Hell』に収録）などでサンプリングが使用された。

## 収録曲
全曲ともラリー・マイゼル作。
1. シカゴ・ダム - "Chicago, Damn" - 6:36
2. ハーレム・リヴァー・ドライヴ - "Harlem River Drive" - 7:55
3. ジャスト・ア・ラヴ・チャイルド - "Just a Love Child" - 6:38
4. ブラックス・アンド・ブルース - "Blacks and Blues" - 4:41
5. ジャスパー・カントリー・マン - "Jasper Country Man" - 5:20
6. ベイビーズ・ゴーン - "Baby's Gone" - 8:49

## 参加ミュージシャン
- ボビー・ハンフリー - フルート、ボーカル
- ラリー・マイゼル - アレンジ、指揮、ボーカル
- フォンス・マイゼル - トランペット、クラビネット、ボーカル
- ジェリー・ピータース - ピアノ、ローズ・ピアノ
- フレディー・ペレン - アープ・シンセサイザー、ボーカル
- デイヴィッド・T・ウォーカー - ギター
- ジョン・ロウィン - ギター
- チャック・レイニー - ベース
- ロン・ブラウン - ベース
- ハーヴィー・メイソン - ドラムス
- キング・エリソン - コンガ
- ステファニー・スプルール - パーカッション